# Wojny opiumowe
Wojny opiumowe – dwa konflikty zbrojne Wielkiej Brytanii i Francji z Dynastią Qing toczące się w XIX w., zrodzone z chińskich prób stłumienia handlu opium. Zwycięskie państwa europejskie wymusiły koncesje terytorialne i prawne oraz przywileje handlowe.
- I wojna opiumowa (1839–1842)
- II wojna opiumowa (1856–1860)